# Fulgurotherium australe
Fulgurotherium australe (gr. "bestia del rayo austral") es la única especie conocida del género extinto Fulgurotherium de dinosaurio ornitópodo hipsilofodóntido, que vivió a principios del período Cretácico, hace aproximadamente 134 millones de años, en el Valanginiense, en lo que hoy es Australia. Su nombre genérico proviene de la combinación de la palabra en latín fulgur "rayo" y del griego therion "bestia".
La especie tipo, Fulgurotherium australe, fue formalizada por Friedrich von Huene en 1932, pero el animal puede ser una quimera basada en varias especies de ornitópodos. El nombre del género se deriva del latín fulgur, "relámpago" y del griego therion, "bestia", una referencia al sitio Lightning Ridge en el Nuevo Sur. País de Gales . El nombre específico significa "austral" en latín, Su nombre es un ejemplo inusual de un nombre en el que se usó therium para un animal que no es un mamífero extinto. En un principio se pensó que se trataba de un celurosauriano miembro de Ornithomimidae. El holotipo es un extremo distal desgastado de un fémur opalisado,  lo que indica una longitud total del cuerpo de 1 a 1,5 metros. La recuperación de fémures parciales adicionales del mismo horizonte estableció las afinidades de Fulgurotherium con los hipsilofodóntidos. Sin embargo, esto se basó en una polémica referencia de los huesos encontrados en la cueva del dinosaurio , lo que llevó a una posible confusión entre múltiples especies de Euornithopoda. La mayoría de los investigadores de hoy lo consideran un dudoso. El cóndilo lateral del fémur es estrecho. El trocánteres mayor y menor están separados por una hendidura poco profunda. Los restos se encontraron en la Formación Griman Creek, Lightning Ridge, Nueva Gales del Sur, Victoria, Australia. 